# Antondabe
Antondabe è una città e comune del Madagascar situata nel distretto di Befotaka, regione di Atsimo-Atsinanana. 
La popolazione del comune rilevata nel censimento 2001 era pari a 4 163 unità.